# كليف روبنسون
كليف روبنسون (بالإنجليزية: Cliff Robinson)‏ هو فنان قصص مصورة بريطاني، ولد في القرن العشرين.